# Peque (Colombia)
Peque è un comune della Colombia facente parte del dipartimento di Antioquia.
Il centro abitato venne fondato da Gaspar de Rodas nel 1868, mentre l'istituzione del comune è del 13 marzo 1915.